# Simone Gerbier
Simone Gerbier, née Simone Marie Anne Élise Grouet le 8 novembre 1915 à Bourges et morte le 28 octobre 1993 dans le 17e arrondissement de Paris,  est une actrice française.

## Filmographie
- 1942 : Signé illisible de Christian Chamborant
- 1942 : À vos ordres, Madame, de Jean Boyer
- 1943 : Domino de Roger Richebé
- 1943 : Je suis avec toi de Henri Decoin
- 1945 : Falbalas de Jacques Becker
- 1946 : Mensonges de Jean Stelli
- 1947 : Rendez-vous à Paris de Gilles Grangier
- 1950 : Nous irons à Paris de Jean Boyer